# Pannocchia della Sassetta
Pannocchia Orlandi della Sassetta (... – Acri, 1290) fu un uomo politico italiano di parte guelfa.

## Biografia
Nato in luogo e data a noi sconosciuti, le poche fonti su Pannocchia ci indicano che venne, fin da subito, avviato alla carriera politica.
Nel 1252 divenne podestà di Monteverdi per poi passare nel 1283 alla vicina Volterra assumendo il medesimo ruolo; nel frattempo divenne signore di Sassetta.
Nel 1284, Pannocchia si trovava a Pisa insieme agli alleati di Nino Visconti, giudice di Gallura. In tale periodo, Pannocchia andò contro il potente Ugolino della Gherardesca sottraendogli il castello di Pontedera.
Successivamente, Pannocchia divenne console pisano presso Tolemaido (odierna Acri), dove perì nel 1290 contro i Mamelucchi del Sultano al-Ashraf Khalil.